# Araneus riveti
Araneus riveti är en spindelart som beskrevs av Lucien Berland 1913. Araneus riveti ingår i släktet Araneus och familjen hjulspindlar.
Artens utbredningsområde är Ecuador. Inga underarter finns listade i Catalogue of Life.